# Дюпон, Ким
Ким Дюпо́н (дат. Kim Dupont, род. 1962) — датский кёрлингист и тренер по кёрлингу.

## Достижения
- Чемпионат Дании по кёрлингу среди юниоров: золото (1980, 1981)[3].

## Команды
| Сезон   | Четвёртый     | Третий        | Второй    | Первый         | Запасной | Турниры                       |
| ------- | ------------- | ------------- | --------- | -------------- | -------- | ----------------------------- |
| 1979—80 | Jack Kjaerulf | Лассе Лаурсен | Ким Дюпон | Хенрик Якобсен |          | ЧДЮ 1980 · ЧМЮ 1980 (6 место) |
| 1980—81 | Jack Kjaerulf | Лассе Лаурсен | Ким Дюпон | Хенрик Якобсен |          | ЧДЮ 1981 · ЧМЮ 1981 (6 место) |

(скипы выделены полужирным шрифтом)

## Результаты как тренера национальных сборных
| Год  | Турнир                                                   | Сборная         | Место |
| ---- | -------------------------------------------------------- | --------------- | ----- |
| 2001 | Чемпионат мира по кёрлингу среди юниоров (группа Б) 2001 | (юниоры жен.)   | 2     |
| 2001 | Чемпионат мира по кёрлингу среди юниоров 2001            | (юниоры жен.)   | 9     |
| 2004 | Чемпионат мира по кёрлингу среди юниоров (группа Б) 2004 | (юниоры жен.)   | 1     |
| 2004 | Чемпионат мира по кёрлингу среди юниоров 2004            | (юниоры жен.)   | 6     |
| 2004 | Чемпионат мира по кёрлингу среди женщин 2004             | Дания (женщины) | 8     |
| 2004 | Чемпионат Европы по кёрлингу 2004                        | Дания (женщины) | 8     |
| 2005 | Чемпионат мира по кёрлингу среди юниоров 2005            | (юниоры жен.)   | 4     |
| 2005 | Чемпионат мира по кёрлингу среди женщин 2005             | Дания (женщины) | 10    |

## Частная жизнь
Член семьи кёрлингистов (один из самых известных кёрлинг-«кланов» в Дании). Сын Оливер — серебряный призёр мужского чемпионата мира 2016. Две дочери, Мадлен и Дениз, также выступали за сборные Дании по кёрлингу: в числе прочего, Дениз участвовала в соревнованиях по кёрлингу на зимних Олимпийских играх 2006 и 2010, Мадлен — в одной команде с Дениз на зимних Олимпийских играх 2010; обе — призёры чемпионатов мира и Европы. Оливер и Дениз вместе выступали как смешанная парная сборная Дании по кёрлингу на чемпионате мира по кёрлингу среди смешанных пар 2015; Оливер вместе с сестрой Мадлен (которая была скипом команды) выиграли чемпионат Дании по кёрлингу среди смешанных команд в 2007.
Еще одна из членов их семьи и кёрлингистка приехала из России. В июне 2017 Оливер обручился с российской кёрлингисткой Викторией (Витой) Моисеевой (которая в замужестве стала Виктория Дюпон), с которой познакомился за несколько лет до этого на международных соревнованиях по кёрлингу. Они поженились в июле 2018.